# Komitat Baranya

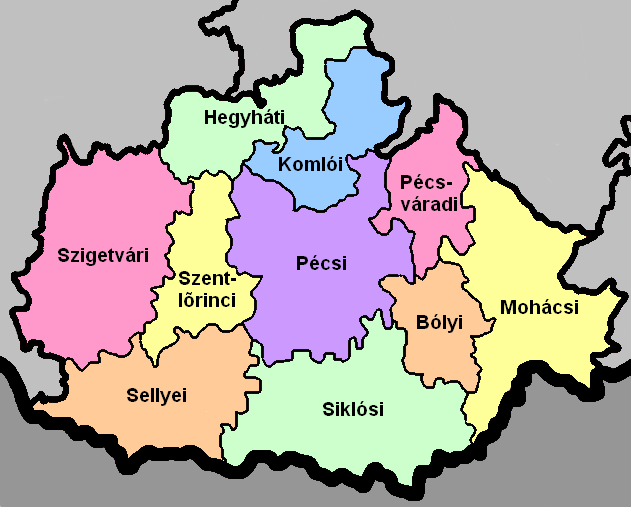
Die Kreise des Komitats Baranya

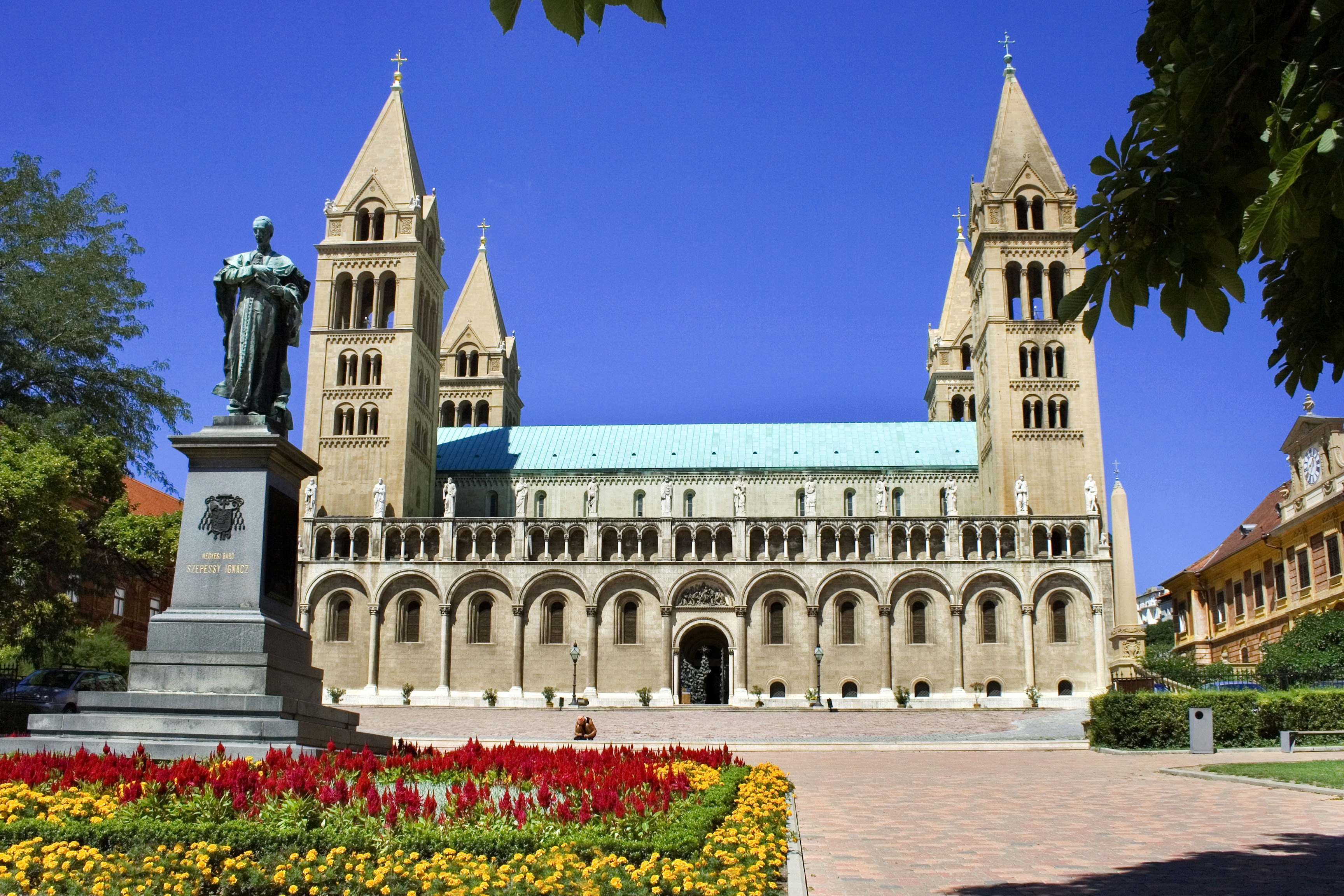
Pécs

Das Komitat Baranya [ˈbɒrɒɲɒ] (ungarisch Baranya vármegye, deutsch selten Branau, kroatisch Baranja), ist der südlichste Verwaltungsbezirk in Ungarn. Der Komitatssitz ist Pécs. Andere historisch bedeutende Städte sind Mohács und Pécsvárad. International bekannt sind ferner das Heilbad in Harkány und das Weinbaugebiet Villány-Siklós.
Das Komitat grenzt an Kroatien sowie an die Komitate Somogy, Tolna und Bács-Kiskun.

## Geographie
Ungarns Süden und sein warmes Klima wird bisweilen mit den Hügeln der Toskana verglichen – mediterrane Pflanzen und warmer Wind, Kultur und alte Burgen, kräftiger Rotwein, Feigen und Edelkastanien. Das Komitat ist auch reich an Mineralwässern und weist in den Bergen Karsterscheinungen auf.
Die Drau bildet die Südgrenze des Komitats, und im Osten fließt die Donau. Ein kleines Gebiet zwischen Donau und Draumündung gehörte vor 1921 noch zum Komitat und jetzt zu Kroatien (Gespanschaft Osijek-Baranja). Die Gegend, in der auch Akazien wachsen, wird von der Hügel- bzw. Bergkette des Mecsek durchzogen. Auf vielen Kirchtürmen befinden sich Storchennester. Die Bergregionen (höchster Gipfel ist der Zengő mit 684 m) sind großteils mit Laubwald bedeckt. Besonders erwähnenswert sind mehrere ausgedehnte, fast reine Edelkastanien-Wälder, die in dieser Form nur noch an wenigen anderen Orten der Welt zu finden sind (z. B. an den Südhängen des Günser Gebirges in Österreich).
Die Städte und größeren Orte des Komitats sind neben Pécs und Mohács
- die Sitze der Kleingebiete Komló, Pécsvárad, Sásd, Sellye, Siklós, Szentlőrinc und Szigetvár
- sowie die Orte Beremend, Bóly, Harkány, Mágocs, Szászvár und Vajszló.

## Gliederung
Durch die Regierungsverordnung Nr. 218/2012 vom 13. August 2012 wurden zum 1. Januar 2013 die statistischen Kleinregionen (ungarisch kistérség) abgeschafft und durch eine annähernd gleiche Anzahl von Kreisen (ungarisch járás) ersetzt. Die Kleingebiete blieben für Planung und Statistikzwecke noch eine Zeitlang erhalten, wurden dann aber am 25. Februar 2014 endgültig abgeschafft. Bis zur Auflösung gab es 9 Kleingebiete im Komitat. Lediglich eine Verwaltungseinheit blieb während der Reform unverändert (Siklós).

### Ehemalige Einteilung
Bis Ende 2012 existierten folgende Kleingebiete (ungarisch kistérség) im Komitat Baranya:
| Code | Kleingebiet | Verwaltungssitz | Einwohner (31. Dezember 2012) | Fläche in km² | Anzahl der Gemeinden | davon Städte |
| ---- | ----------- | --------------- | ----------------------------- | ------------- | -------------------- | ------------ |
| 3201 | Komló       | Komló           | 37.473                        | 314,60        | 19                   | 1            |
| 3202 | Mohács      | Mohács          | 47.587                        | 846,29        | 43                   | 2            |
| 3203 | Sásd        | Sásd            | 13.737                        | 383,87        | 27                   | 2            |
| 3204 | Sellye      | Sellye          | 13.235                        | 463,33        | 35                   | 1            |
| 3205 | Siklós      | Siklós          | 36.106                        | 652,99        | 53                   | 3            |
| 3206 | Szigetvár   | Szigetvár       | 25.446                        | 668,91        | 46                   | 1            |
| 3207 | Pécs        | Pécs            | 176.519                       | 570,83        | 39                   | 2            |
| 3208 | Pécsvárad   | Pécsvárad       | 12.283                        | 258,49        | 19                   | 1            |
| 3209 | Szentlőrinc | Szentlőrinc     | 14.756                        | 270,28        | 20                   | 1            |

### Aktuelle Einteilung
Das Komitat Baranya gliedert sich in 10 Kreise (ungarisch járás) mit 301 Ortschaften: die Stadt Pécs mit Komitatsrechten (ungarisch Megyei jogú város), 13 Städte ohne Komitatsrecht (ungarisch város), 3 Großgemeinden (ungarisch nagyközség) und 284 Gemeinden (ungarisch község).
| Ortschaftstyp             | Anzahl | Fläche (in km²) | Fläche (in km²) | Fläche (in km²) | Bevölkerung | Bevölkerung | Bevölkerung     | Bevölkerungs- dichte (Ew/km²) |
| Ortschaftstyp             | Anzahl | absolut         | anteilig        | im Durchschnitt | absolut     | anteilig    | im Durchschnitt | Bevölkerungs- dichte (Ew/km²) |
| ------------------------- | ------ | --------------- | --------------- | --------------- | ----------- | ----------- | --------------- | ----------------------------- |
| Stadt mit Komitatsrecht   | 1      | 162,77          | 3,67 %          |                 | 145.347     | 39,48 %     |                 | 893,0                         |
| Städte ohne Komitatsrecht | 13     | 483,19          | 10,91 %         | 37,17           | 95.351      | 25,90 %     | 7.335           | 197,3                         |
| Großgemeinde              | 3      | 87,14           | 1,97 %          | 29,05           | 6.455       | 1,75 %      | 2.152           | 74,1                          |
| Gemeinden                 | 284    | 3.696,50        | 83,45 %         | 13,02           | 120.982     | 32,86 %     | 426             | 32,7                          |
| Komitat Baranya gesamt    | 301    | 4.429,60        |                 | 14,72           | 368.135     |             | 1.223           | 83,1                          |

Die derzeitigen Kreise sind:
| Code | Kreis       | Kreissitz   | Einwohner (1. Januar 2013) | Fläche in km² | Anzahl der Gemeinden | davon Städte |
| ---- | ----------- | ----------- | -------------------------- | ------------- | -------------------- | ------------ |
| 024  | Bóly        | Bóly        | 11.879                     | 220,03        | 16                   | 1            |
| 025  | Hegyhát     | Sásd        | 12.662                     | 360,72        | 25                   | 2            |
| 026  | Komló       | Komló       | 35.084                     | 292,48        | 20                   | 1            |
| 027  | Mohács      | Mohács      | 34.901                     | 600,98        | 26                   | 1            |
| 028  | Pécs        | Pécs        | 180.138                    | 623,07        | 40                   | 2            |
| 029  | Pécsvárad   | Pécsvárad   | 11.787                     | 246,44        | 17                   | 1            |
| 030  | Sellye      | Sellye      | 14.383                     | 493,69        | 38                   | 1            |
| 031  | Siklós      | Siklós      | 36.106                     | 652,99        | 53                   | 3            |
| 032  | Szentlőrinc | Szentlőrinc | 15.044                     | 282,43        | 21                   | 1            |
| 033  | Szigetvár   | Szigetvár   | 25.158                     | 656,76        | 45                   | 1            |

### Größte Städte
Alle Ortschaften ohne Namenszusatz sind Städte.
| Stadt/Gemeinde         | Deutscher Name | Einwohner (1. Januar 2016) |
| ---------------------- | -------------- | -------------------------- |
| Pécs                   | Fünfkirchen    | 147.719                    |
| Komló                  | Kummlau        | 24.066                     |
| Mohács                 | Mohatsch       | 17.738                     |
| Szigetvár              | Inselburg      | 10.755                     |
| Siklós                 | Sieglos        | 9.501                      |
| Szentlőrinc            | Sankt Lorenz   | 6.750                      |
| Kozármisleny           | Mischlen       | 5.934                      |
| Harkány                | Harkan         | 4.087                      |
| Pécsvárad              | Petschwar      | 4.051                      |
| Bóly                   | Deutschbohl    | 3.974                      |
| Hosszúhetény, Gemeinde | Hetting        | 3.360                      |
| Sásd                   | Ried           | 3.165                      |
| Sellye                 | Schelle        | 2.727                      |
| Villány                | Wieland        | 2.545                      |
| Beremend, Großgemeinde | Berend         | 2.399                      |
| Lánycsók, Gemeinde     | Lantschuk      | 2.397                      |
| Mágocs                 | Magotsch       | 2.376                      |
| Szászvár, Großgemeinde | Saswar         | 2.297                      |
| Pellérd, Gemeinde      |                | 2.255                      |
| Hidas, Gemeinde        | Hidasch        | 2.030                      |

## Bevölkerungsentwicklung

### Bevölkerungsentwicklung des Komitats
Bemerkenswert ist eine stetige Abnahme der Bevölkerung seit den 80er Jahren. Fettgesetzte Datumsangaben sind Volkszählungsergebnisse.
| Datum       | Einwohnerzahl | Datum      | Einwohnerzahl |
| ----------- | ------------- | ---------- | ------------- |
| 01.01.19601 | 395.342       | 01.01.2007 | 398.215       |
| 01.01.1970  | 421.765       | 01.01.2008 | 396.633       |
| 01.01.1980  | 432.617       | 01.01.2009 | 394.911       |
| 01.01.1990  | 417.400       | 01.01.2010 | 393.758       |
| 01.01.2001  | 408.147       | 01.01.2011 | 391.455       |
| 01.02.2001  | 407.448       | 01.10.2011 | 386.441       |
| 01.01.2002  | 406.330       | 01.01.2012 | 380.904       |
| 01.01.2003  | 404.709       | 01.01.2013 | 377.142       |
| 01.01.2004  | 402.260       | 01.01.2014 | 373.984       |
| 01.01.2005  | 400.313       | 01.01.2015 | 371.110       |
| 01.01.2006  | 398.355       | 01.01.2016 | 368.135       |

11960: Anwesende Bevölkerung; sonst Wohnbevölkerung

### Bevölkerungsentwicklung der Kreise
Für alle Kreise ist eine negative Bevölkerungsbilanz ersichtlich.
| Kreisname       | Bevölkerungsstand am 1. Januar | Bevölkerungsstand am 1. Januar | Bevölkerungsstand am 1. Januar | Bevölkerungsstand am 1. Januar |
| Kreisname       | 2013                           | 2014                           | 2015                           | 2016                           |
| --------------- | ------------------------------ | ------------------------------ | ------------------------------ | ------------------------------ |
| Bóly            | 11.879                         | 11.748                         | 11.607                         | 11.533                         |
| Hegyhát         | 12.662                         | 12.515                         | 12.405                         | 12.179                         |
| Komló           | 35.084                         | 34.776                         | 34.210                         | 33.790                         |
| Mohács          | 34.901                         | 34.512                         | 34.084                         | 33.794                         |
| Pécs            | 180.138                        | 178.968                        | 178.291                        | 177.461                        |
| Pécsvárad       | 11.787                         | 11.669                         | 11.567                         | 11.478                         |
| Sellye          | 14.383                         | 14.178                         | 13.986                         | 13.767                         |
| Siklós          | 36.106                         | 35.716                         | 35.539                         | 35.149                         |
| Szentlőrinc     | 15.044                         | 14.847                         | 14.586                         | 14.418                         |
| Szigetvár       | 25.158                         | 25.055                         | 24.835                         | 24.566                         |
| Komitat Baranya | 377.142                        | 373.984                        | 371.110                        | 368.135                        |

## Politik
Bei den Kommunalwahlen im Jahr 2019 und im Jahr 2024 waren die Ergebnisse im Komitat Baranya wie folgt:
| Kommunalwahl | Fidesz-KDNP | DK      | Jobbik | MM     | MSZP   | MHM     | VAN    | LMP    |
| ------------ | ----------- | ------- | ------ | ------ | ------ | ------- | ------ | ------ |
| Stimmen 2019 | 57,05 %     | 12,03 % | 9,17 % | 8,92 % | 8,33 % | 4,18 %  |        |        |
| Stimmen 2024 | 55,43 %     | 10,54 % |        | 6,72 % | 4,73 % | 12,16 % | 6,49 % | 3,93 % |

Sitzverteilung 2019
- Fidesz-KDNP: 12 Sitze
- DK: 2 Sitze
- Jobbik: 2 Sitze
- MM: 1 Sitz
- MSZP: 1 Sitz
- MHM: 0 Sitze

Sitzverteilung 2024
- Fidesz-KDNP: 12 Sitze
- MHM: 2 Sitze
- DK: 2 Sitze
- MM: 1 Sitz
- VAN: 1 Sitz
- MSZP: 0 Sitze
- LMP: 0 Sitze

## Geschichte und Kultur
600 Jahre nach den Römern gründete König Stephan I. der Heilige das Bistum Pécs. In der Gotik entstand die Kathedrale mit vier sehenswerten Türmen und die erste ungarische Universität unter König Lajos dem Großen. Im Mittelalter entstanden viele Ritterburgen (siehe auch Vár), von denen jene auf dem Berggipfel von Siklós besonders gut erhalten ist. Mit Szigetvár ist der Name Miklós Zrínyi verbunden, dem Verteidiger der Burg in den Türkenkriegen von 1566.
Die Baranya gehörte früher zu Österreich-Ungarn. Nach dem Ersten Weltkrieg wurde sie geteilt. Der größere Teil blieb in Ungarn. Etwa 1/4 wurde Jugoslawien zugeschlagen und gehört heute zu Kroatien (Baranja).
Die Kultur der Renaissance machte Bischof Janus Pannonius heimisch – sichtbar am berühmten Porzellan des Zsolnay-Museums und am Lapidarium im Museumshof. Bis heute bietet die Region zahlreiche Kulturprogramme wie das Landestreffen für Theater in Pécs, verschiedene Sommer-Festivals und den mit Venedig vergleichbaren Fasching in Mohács.

### Museen
Die staatliche Direktion der Museen des Komitats Baranya ist Träger von 6 Komitatsmuseen. Komitatssitz ist die Stadt Pécs (Fünfkirchen).
| - Bakóca, Géza-Sáfrány-Töpfermuseum - Bóly, Ortsgeschichtliches Museum - Bóly, Agrarhistorisches Museum - Dunaszekcső, Dorfmuseum (Falumúzeum) - Himesháza, Heimatmuseum (Helytörténeti Múzeum) - Hosszúhetény, Dorfmuseum (Falumúzeum) - Kásád, Heimatmuseum (Helytörténeti Múzeum) - Kémes, Puppenmuseum - Kölked, Weißstorch-Museum - Kővágószőlős, Bergbaumuseum - Majs, Deutsches Heimathaus der Oberländer - Máriakéménd, Dorfmuseum (Falumúzeum) - Mohács, Dorottya-Kanizsai-Museum* - Nagypall, Dorfmuseum (Falumúzeum) - Nagytótfalu, Schulmuseum | - Orfű, Heimatmuseum (Helytörténeti Múzeum) - Orfű, Mühlenmuseum - Pécs, Stadtgeschichtliches Museum* - Pécs, Moderne ungarische Galerie* - Pécs, Naturwissenschaftliches Museum* - Pécs, Ethnographisches Museum* - Pécs, Archäologisches Museum* - Pécs, Vasarely-Museum - Pécs, Csontváry-Museum - Pécs, Martyn-Ferenc-Museum - Pécs, Endre-Nemes-Museum - Pécs, Amerigo-Tot-Museum - Pécs, Janus-Pannonius-Museum - Pécs, Zsolnay-Museum - Pécs, Medizinhistorisches Museum der Universität Pécs | - Pécs, Dommuseum und Lapidarium - Pécs, Mecseker Bergbaumuseum - Pécsvárad, Burgmuseum - Pécsvárad, Géza-Samu-Museum - Siklós, Burgmuseum - Somberek, Heimatmuseum (Helytörténeti Múzeum) - Szászvár, Bergbaumuseum - Szederkény, Dorfmuseum (Falumúzeum) - Vajszló, János-Kodolányi-Gedenkmuseum (Emlékmúzeum) - Villány, Ortgeschichtliches Museum - Villány, Weinmuseum - Zengővárkony, Dorfmuseum (Falumúzeum) - Zengővárkony, Eiermuseum (Tojás Múzeum) - Zengővárkony, Strohmuseum - Zengővárkony, Weinmuseum |

* Komitatsmuseum

## Bildergalerie

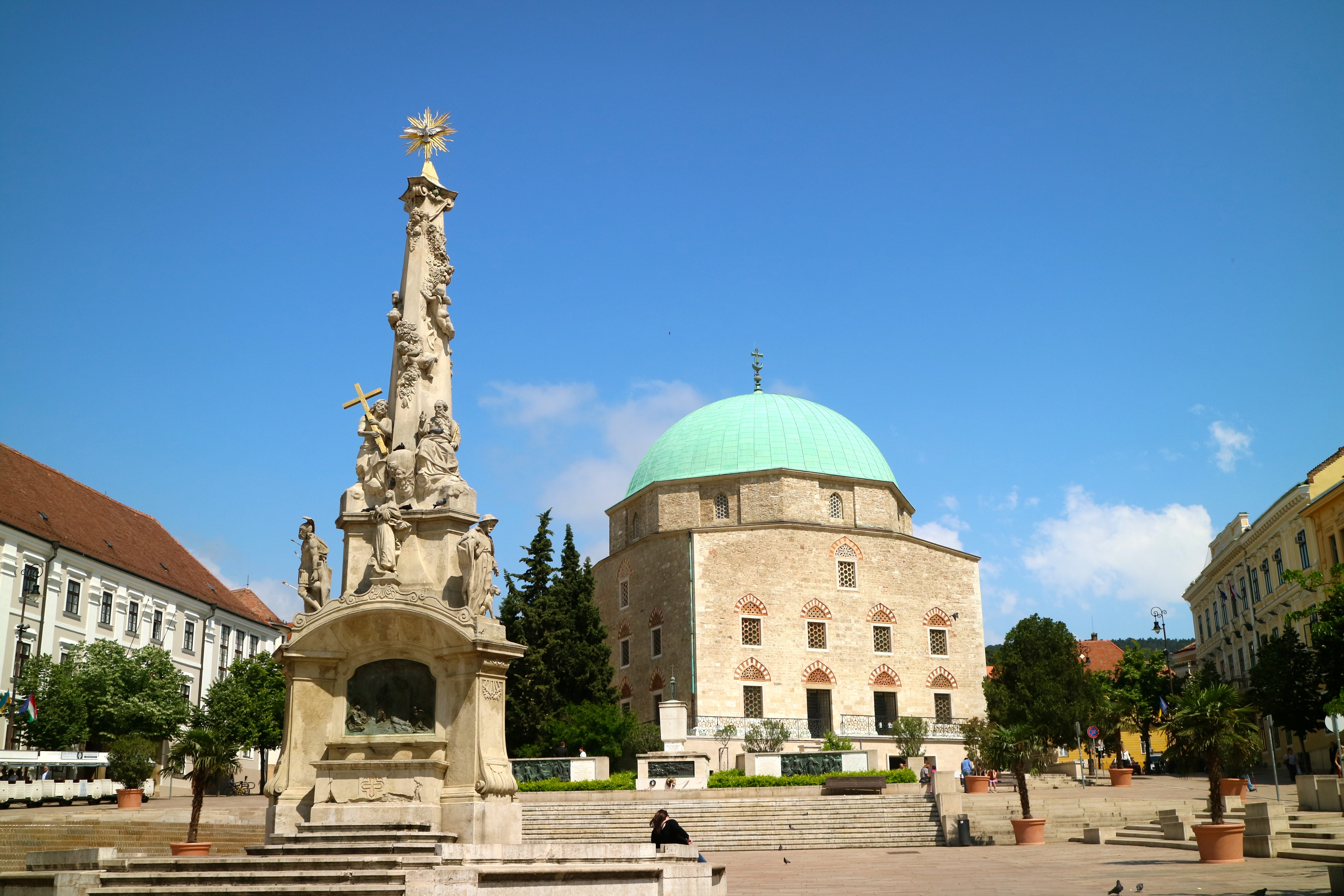
Pécs
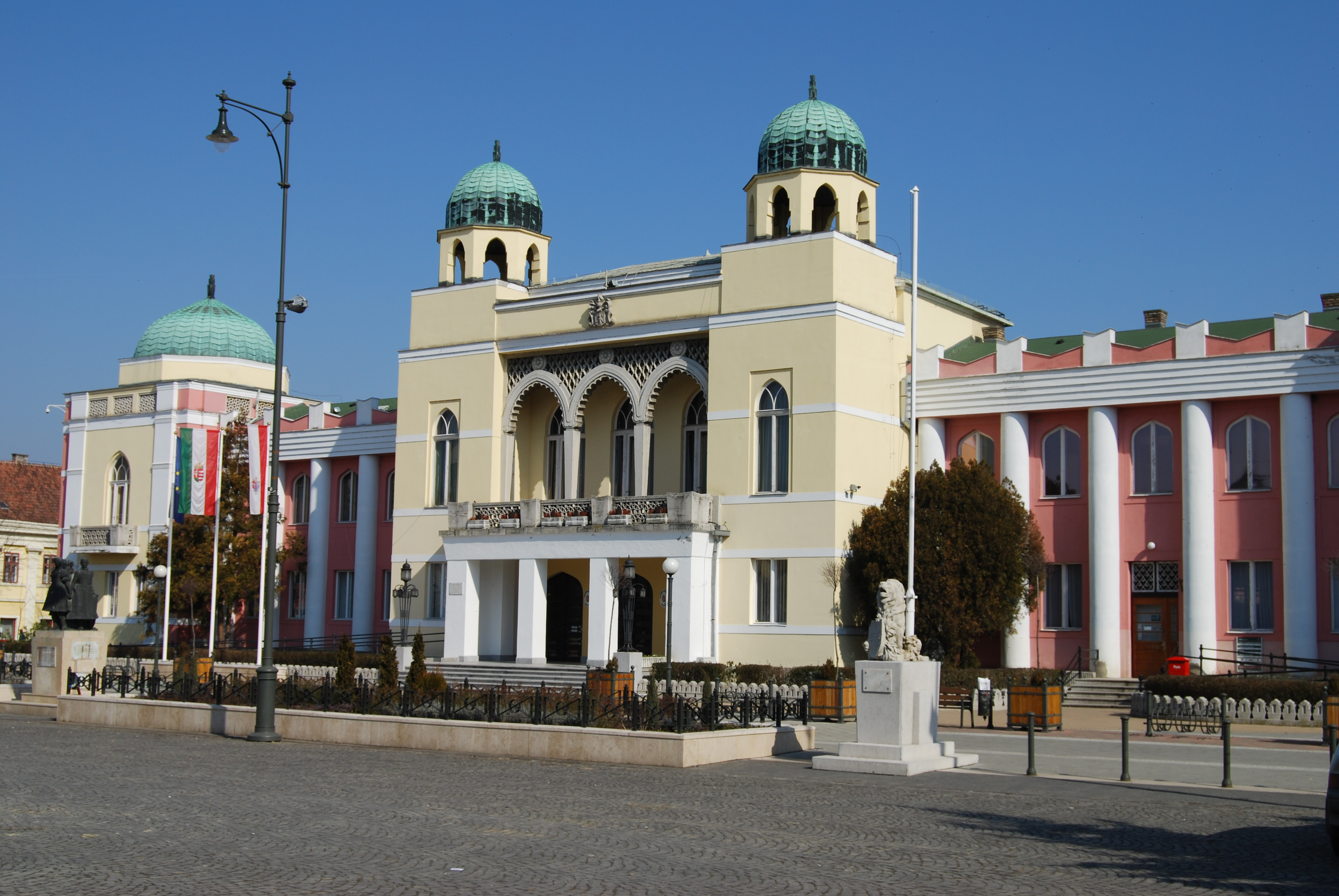
Mohács
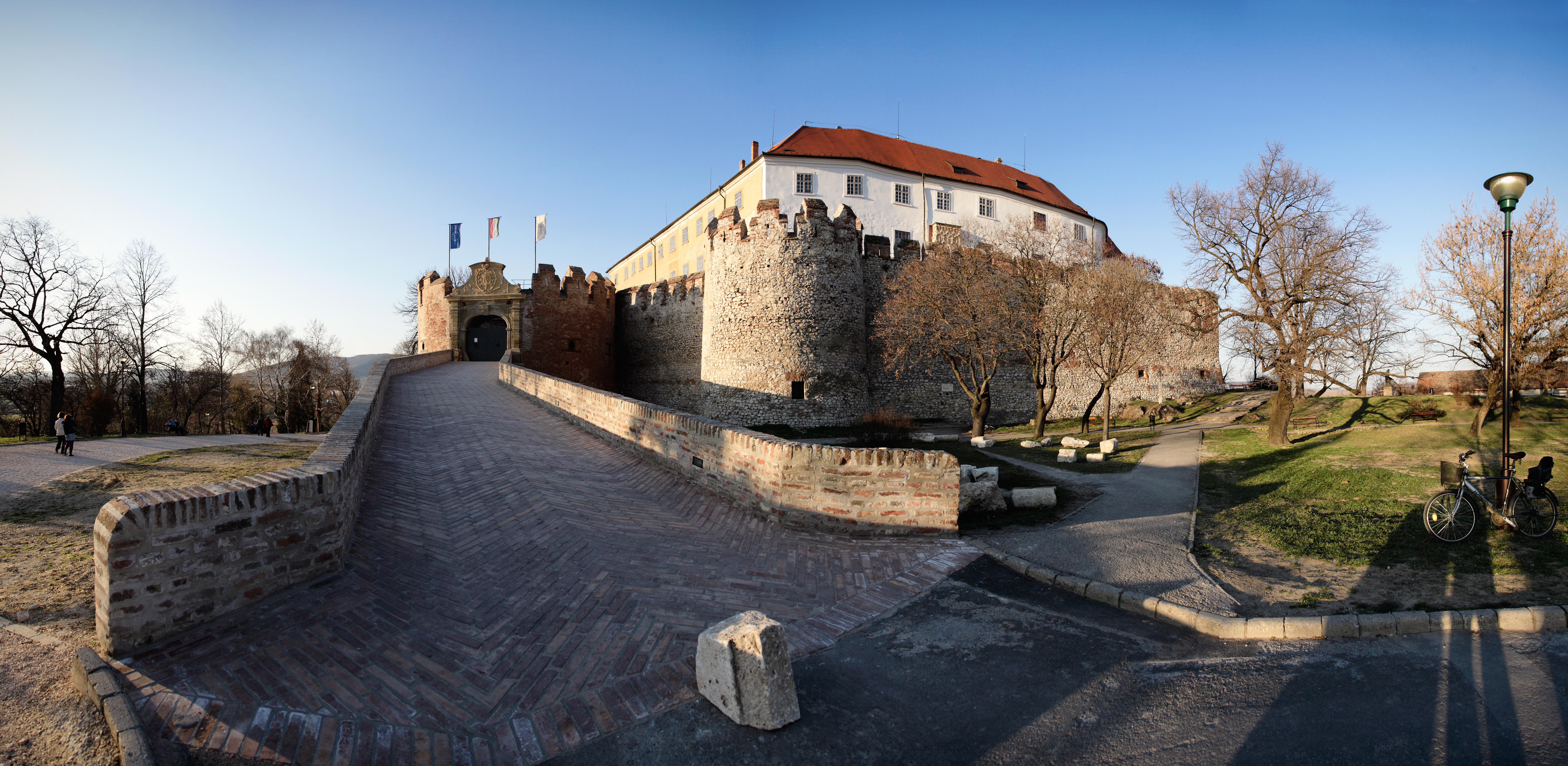
Burg Siklós
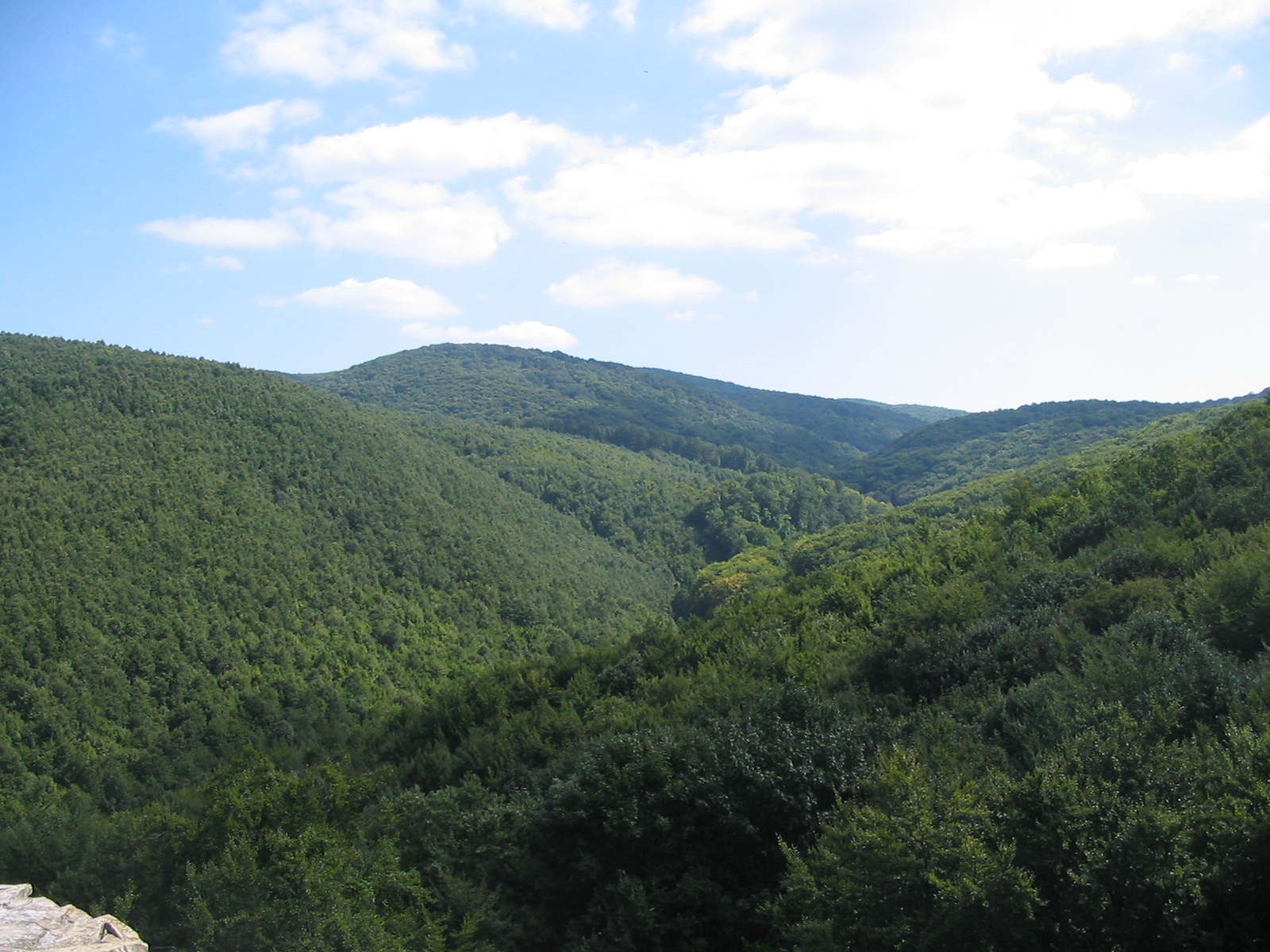
Mecsekgebirge